# Eduardo Bianco
Eduardo Bianco (Rosario (Santa Fe), Argentina, 28 de junio de 1892 – Buenos Aires, Argentina, 26 de octubre de 1959 cuyo nombre completo era Eduardo Vicente Bianco y que era conocido también como Manuel Bianco, fue un violinista, compositor y director de orquesta dedicado al género del tango que tuvo una larga trayectoria.

## Vida personal
De niño estudió violín en su ciudad natal y ya en su juventud, se trasladó a Buenos Aires buscando ingresar en  alguna orquesta y al no lograrlo decidió probar suerte en París.

## Actividad profesional

### Comienzos del tango en París
El tango fue traído y difundido  en París por los Gobbi, por el letrista y bailarín Enrique Saborido y por el pianista y compositor Carlos Vicente Geroni Flores, a los que más adelante se agregaron, entre otros, los músicos Vicente Loduca, Celestino Ferrer, Eduardo Monelos y el bailarín Casimiro Aín. Algunos de ellos abandonaron Francia al estallar la Primera Guerra Mundial en 1914 y una vez finalizada la misma se destacó Manuel Pizarro, quien tuvo tal suceso que llevó también a sus cuatro hermanos y así llegó a haber cinco orquestas Pizarro.

### Eduardo Bianco en Europa
Bianco comenzó tocando durante seis meses en con el bandoneonista José Schumacher y el pianista Luis Cosenza en el restaurante Capitol, después se incorporó al conjunto de El Tano Genaro Espósito y finalmente,  a la orquesta de Manuel Pizarro. Dejó a esta última para unirse a Juan Bautista Deambroggio, (Bachicha), un músico con excelente formación para la época que había sido primer bandoneón de Roberto Firpo en la Orquesta Típica Bianco-Bachicha, con la cual inauguraron el cabaré Palermo, situado en la planta baja del muy conocido El Garrón.
Uno de los músicos que se incorporó a la orquesta fue el guitarrista Horacio Pettorossi, que junto con Emilia García, Mario Melfi, Deambroggio, los hermanos Alfredo y Julio Navarrine y otros, había integrado el conjunto Los de la Raza que había estado actuando en Europa. El conjunto, que se completaba con el baterista Mario Melfi y el bandoneonista Víctor Lomuto, ambos argentinos, y algunos músicos europeos, debutó en el Washington Palace, en 1925.
La parte vocal de la orquesta estuvo a cargo, entre otros, de Teresita Asprella, César Alberú, Juan Raggi y el propio Bianco, sea solista o en dúo con Pettorossi, con Raggi, e incluso en un tema humorístico cantaron juntos Bachicha y Melfi.  
Para 1928 revistaban en la orquesta Juan Pecci en violín, Miguel Bonano, Ambrosio Lotito y Mario Melfi en bandoneones, Horacio Pettorossi en guitarra y José Cohan en piano en tanto Bianco además de la dirección tocaba el violín y cantaba con una voz engolada,  de registro pequeño, agradable, comparable a la de Juan Carlos Marambio Catán en la que por momentos aparecía un ritornello que podía hacer recordar a Ignacio Corsini. También hubo otros estribillistas cuyas actuaciones no fueron destacables.
Bianco supo interpretar el gusto del público y adoptar para sus tangos ese sabor europeo que le granjeó popularidad. Actuó en salas tan importantes como el Teatro Opera de París; el Capitol de Marsella; el Real Cinema de Biarritz, el Opera de Nueva York y fue visto por personalidades de la época como el Rey de España, Alfonso XIII y José Stalin. Hacía un espectáculo muy apreciado pues se preocupó por presentarse con un vestuario llamativo y una suntuosa escenografía. Impuso el tango en los países más diversos: Unión Soviética donde estuvo 17 meses, Suiza, Turquía, Grecia, Polonia, Austria, Bulgaria, el Medio Oriente. Cuando estalló la Segunda Guerra Mundial  estaba dando funciones en el Deutsches Theater en Alemania.
En 1943 Bianco volvió a la Argentina contratado para actuar en el Teatro El Nacional, lo que hizo con éxito con una orquesta de 12 profesores. En el país estaban en su apogeo las grandes orquestas de tango de la década de 1940 y Bianco volvió a salir de gira al exterior en 1950.
Murió en Buenos Aires el 26 de octubre de 1959 y Francisco Canaro intervino pa que sus restos se depositen el panteón de SADAIC en el Cementerio de la Chacarita.

### Labor como compositor
Hay unos cincuenta tangos de su autoría comenzando por Razón quinta que compuso en 1922 en Buenos Aires y siguiendo con otros que hizo en Europa, entre los cuales se encuentran Ausencia, Adoración, Congojas, Con las alas rotas, Corazón triste, Crepúsculo, Desilusión, Destino, Evocación, Incertidumbre, Invierno, Nocturno, Pasaron los días, Pasionaria, Perjura, Plegaria, Poema, Primavera, Canción de peregrino, Piedad y Sueña corazón. Sobre letras de Lito Bayardo compuso Tango romanza y Gringa gaucha.
Bianco le dedicó al rey de España, Alfonso XIII, el mismo año en que el monarca abdicaba, el tango Plegaria, y a Benito Mussolini le dedicó sus tangos Evocación y Destino..
Según Manuel Adet la letra del tango Plegaria es mala, convencional, anticuada y su música, que no es mucho mejor que el poema, tiene un ritmo lúgubre y solemne..

## Controversia ideológica
Refiriéndose a su salida de Europa ya declarada la guerra, Bianco dijo en un reportaje:

”…intentando pasar la frontera, fui arrestado en Innsbruck. Nos liberaron gracias a la intervención de un militar que gustaba del tango. Para mí y mis acompañantes no podían existir ideologías políticas. Yo era un director de orquesta conocido y compositor de tangos. No obstante sentí miedo de los que nos seguían a sol y a sombra, esto me produjo problemas cardíacos y estuve internado en un sanatorio de Magdeburgo.”

Afirmaba Enrique Cadícamo  que Bianco era un agente secreto de los nazis, por lo que había sido detenido en Francia por la policía en 1937.
Según Adet, Bianco conocía algunos jerarcas nazis y alternó con ellos procurando la difusión del tango; agrega que nazis a cargo de campos de concentración hacían que una orquesta de músicos judíos detenidos tocaran el tango Plegaria mientras otros judíos marchaban hacia las cámaras de gas, en una suerte de ceremonia macabra, por lo que algunos lo denominaron El tango de la muerte.. Cabe aclarar que hubo otros poemas y composiciones musicales anteriores con ese nombre: una de Alberto Novión fue grabada por Carlos Gardel y, tiempo después, por Francisco Canaro. Había una obra de ese nombre  compuesta por Adolfo Mackintoosh sobre la cual se inspiró la película muda, también de ese nombre, dirigida por José Agustín Ferreyra en 1917.. 